# Barátfalva
Barátfalva (németül: Ollersdorf im Burgenland, horvátul: Fraterovo Selo) mezőváros Ausztriában Burgenland tartományban a Németújvári járásban,

## Fekvése
Németújvártól 23 km-re északnyugatra a Strém-patak partján fekszik.

## Története
A település első írásos említése 1333-ból származik "Araand" alakban. 1427-ben "Arran" néven a németújvári uradalomhoz tartozó települések között sorolják fel. A 15. és 17. század között általában "Aran", "Arad", de leginkább "Arand" néven szerepel a korabeli forrásokban. 1524-ben a Batthyány család birtoka lett. 1532-ben elpusztította a török, de újjáépítették. 1549-ben a Batthyányaknak több majorja és egy malma állt a területén. A 17. század elején Bocskai István hajdúi pusztították végig a Strém völgyét, köztük Arandot is felégették. Ezt követően 1609-ben a falut nem a régi helyén, hanem attól nyugatra német telepesekkel már "Ullisdorf" néven alapították újra. 1760-ban felépült az iskola. 1777-ben mezővárosi rangot kapott.
Barátfalva 1519-óta Mária-zarándokhelyként is ismert. Ott ahol a csodatevő forrás a földből előtör már a 16. században kis fakápolna állt benne a Segítő Szűzanya képével. A kápolnát 1768-ban megújították, a mai formájában pedig 1955-ben építették. 1767-ben felépült a mai Nagyboldogasszony-templom, ahova minden év augusztus 15-én elzarándokol a környék népe. Az istentiszteleteket német és horvát nyelven tartják.
Vályi András szerint "OLLERSDORF. Német mező Város Vas Várm. földes Ura G. Batthyáni Uraság, lakosai leg inkább katolikusok, fekszik Vörösvárhoz másfél mértföldnyire. Mező Várossá lett 1777dikben. Határja középszerű, vagyonnyai meg lehetősek, ’s az el adásra van módgyok."
Fényes Elek szerint " Barátfalva, (Ullersdorf), német falu, Vas vármegyében. Ut. p. Fürstenfeld."
Vas vármegye monográfiája szerint "Barátfalva. Házainak száma 147; a lélekszám 938. A lakosok r. kath. és ág. ev. németajkúak. Postája és távirója Sz.-Elek. A község a Strém-patak mellett fekszik. Kath. temploma 1764-ben épűlt. Birtokos Batthyány Ödön herczeg."
1910-ben 968 lakosa volt, melyből 952 német, 9 magyar, 7 horvát. A trianoni békeszerződésig Vas vármegye Németújvári járásához tartozott. 1921-ben Ausztria Burgenland tartományának része lett. 1926-ban bevezették az elektromos áramot. A második világháború során a harcokban a település 7 háza égett le, a Strém hídját felrobbantották. 1945 és 1955 között orosz megszállás alatt állt. 1952-ben felépült a községháza épülete. 1971-ben közigazgatásilag hozzácsatolták a szomszédos Vághegy és Vörthegy községeket. 1974-ben megnyílt az óvoda, 1976-ban sportpálya, 1977-ben ravatalozó és koncertterem épült. 1982-ben átépítették az iskolát, renoválták a templom tornyát. 1986-ban mezővárosi rangot kapott. 1987-ben megnyílt a postahivatal. 1991-ben újra önálló lett és levált róla Vághegy és Vörthegy. 1994-ben renoválták a templomot, 1996-ban pedig új sportlétesítmények, teniszpályák és golfpálya épültek. 2006-ban új tűzoltó szerház, közösségi ház és orvosi rendelő épült.
2001-ben 983 lakosából 950 német, 12 magyar, 9 horvát, 2 szlovén, 10 egyéb nemzetiségű volt.

## Nevezetességei
- A Nagyboldogasszony tiszteletére szentelt római katolikus temploma 1762 és 1764 között épült barokk stílusban. Tornyát annak rossz állapota miatt 1912-ben le kellett bontani. A mai torony 1932-ben épült. A templomot 1982-ben bővítették. Legnagyobb értéke a barokk főoltár 1762-ben készült.
- A Szűz Mária-kápolna a templommal átellenben áll. A hagyomány szerint 1626-ban az itt levő káposztaföldön hirtelen forrás tört elő a földből olyan erővel, hogy kútszerű mélyedés keletkezett a helyén. Ebben a falu lakói egy Mária-képet is találtak. A forrás közelében csakhamar kis fakápolnát építettek ahol a kegyképet is elhelyezték. 1768-ban a fakápolnát kőből építették át, 1955-ben megújították. A forrásnak gyógyító hatása van, melyet ivókúrához is használnak. 1986-ban a forrás környékét teljesen újjáépítették.